# مات سبير
مات سبير (بالإنجليزية: Matt Spear)‏ هو لاعب كرة قدم ومدرب كرة قدم أمريكي في مركز الوسط، ولد في 2 ديسمبر 1970 في وينستون-سالم في الولايات المتحدة. لعب مع ريتشموند كيكرز.